# Ramouzens
Ramouzens är en kommun i departementet Gers i regionen Occitanien i sydvästra Frankrike. Kommunen ligger i kantonen Eauze som tillhör arrondissementet Condom. År 2022 hade Ramouzens 185 invånare.

## Befolkningsutveckling
Antalet invånare i kommunen Ramouzens
Referens:INSEE